# 奇形児 (バンド)
奇形児（きけいじ）は、日本のロックバンド。

## 来歴
1982年11月、東京で結成。元ザ・スターリンのタムが立ち上げたハードコア・パンクレーベル・ADKレコードの最初のリリースとなる1stソノシートをリリース。
1983年、EP『PLASTIC SCANDAL』をリリースして解散。
1984年、解散状態になりながらもソノシート『PRESSURE』をリリース。
1985年、再結成して2回のライブを行い、EP『Hello Good-bye』をリリースして解散。ベースのタツシは、もうひとつの初期ADKバンド、MASTURBATIONに参加。さらに、MASTURBATION解散後、1986年にはギターのヒロシも加わった『TRANSFORMER』を結成し、1987年にbaLcony recordから『MANOEUVRE』をリリースした。
1993年、再々結成。元Ghoulのマサミ追悼ライブに参加。
1994年1月、ドラムのHIROSHIMAがOKレコードを立ち上げ、ADK作品のCD化リリースを開始するのに伴い、ラスト・ライブを行い正式に解散。このライブ音源を収録したライブ盤『LIVE AT LAST』と、それまでのリリース音源を網羅するオムニバス盤『1982-1994』をリリースした。その後はOKレコードからCDを取り扱い。
2008年、YASU、HIROSHI、TATSUSHI、HIROSHIMAのメンバーで3度目の再結成。
2010年、TATSUSHI、HIROSHIMAが脱退。ベース担当にツージー、ドラム担当に須藤俊明、更に新パートとなるキーボード担当にプロレタリアート本間を迎え、結成28年目にして初のスタジオ・アルバム『頭を丸めて今スグ出家しろ！念仏唱えて自らを葬れ！』をリリースした。
2012年、EP『嫌悪』をリリース。ベース担当のツージーが脱退し、新たにTHE FOOLSの福島誠二が加入した。
2014年、セカンドアルバム『脱・人間 紛いモノの狂気は世の中を不快にさせるただの糞』をリリース。更に、初期のライブ音源集『EarlyDays Rough & Tough』と、初期の作品を再レコーディングしたセルフカバー盤『Reborn Or Hell ?』をリリースした。
2021年12月20日にボーカルのYASUが死去したことが、24日に公式サイトと公式Twitterで発表された。

## メンバー
- YASU（ボーカル）元PSYCHI。奇形児解散後はSISTER RAYなどで活動していた。2021年12月20日に死去。
- HIROSHI（ギター）過去に、筋肉少女帯、ばちかぶり、TRANSFORMERで活動していた。THE FOOLSにも在籍。
- 福島誠二（3代目ベース）元グレイトリッチーズ。THE FOOLS、MAMORU & The DAViESにも在籍。
- 小室剛（6代目ドラム）
- プロレタリアート本間（キーボード）元QP-CRAZY。現ハイテクノロジー・スーサイド、殺（KILL）、動力鉄パイプ。

## 元メンバー
- TATSUSHI（初代ベース）奇形児解散後は、MASTURBATION、TRANSFORMERに参加。現在は、実家の新宿西口思い出横丁にある「つるかめ食堂」を相続・経営している。奇形児結成以前はBAWSで活動していた。
- ツージー（2代目ベース）元自閉体。脱退後はQP-CRAZY、ハイテクノロジー・スーサイドのメンバーとして活動。
- SIVA（初代ドラム）
- MITSUO（2代目ドラム）
- POO-YAN（3代目ドラム）脱退後、THE COMAに参加。また、スターリン脱退後TAMが結成したG-ZETのファースト・ライブとなる新宿JAMでのライブにドラムで参加。
- HIROSHIMA（4代目ドラム）元PSYCHI。解散後G.I.S.M.に参加。2022年2月に死去。
- 須藤俊明（5代目ドラム）元Melt-Banana、現MACHINE AND THE SYNERGETIC NUTS。

## ディスコグラフィ

### EP
1. PLASTIC SCANDAL（1983年9月 ADK）
  - 2012年に同レーベルから再発

  1. PLASTICS LOVE
  2. 煩悶
  3. 1983
  4. 孤独のワルツ
2. HELLO GOOD-BYE（1985年9月 Ducasse）
  1. TOKYO ROCK'N DOLL
  2. 奴隷志願
  3. HARASSING FIRE
  4. 情狂
3. 嫌悪（2012年10月31日 ADK）
  1. 嫌悪
  2. 孤独の円舞曲

### ソノシート
1. 1st（1983年3月 ADK）
  - 2012年に同レーベルから再発

  1. 迷信
  2. 奴隷志願
  3. 憤懣 (Live)
2. PRESSURE（1984年2月 ADK）
  1. 白痴
  2. PRESSURE
  3. HYPOCHONDERIA
  4. 気狂い病院

### CDアルバム
1. 頭を丸めて今スグ出家しろ！念仏唱えて自らを葬れ！（2010年11月24日 YOUTH-105/BSR-104）
  - ユース・ブラッドサッカーレコード共同リリース。

  1. 無限街道
  2. 殺せ！
  3. 黒い天使
  4. 嘆きのユートピア
  5. 爛れ
  6. LIFE
  7. TVマジック
  8. AKI
  9. 猫かぶり
  10. どうしようもないさ！
  11. 渇望
  12. ヘレンケラーの憂鬱
2. 脱・人間 紛いモノの狂気は世の中を不快にさせるただの糞（2014年08月20日 ANKH Records）
  1. 自慰
  2. 悪夢の大陸
  3. 苦悩のロザリオ
  4. 混乱な幸福
  5. 聖域
  6. 因果
  7. 蒼夜

### その他アルバム
1. 1982-1994（1994年1月 OKレコード）
  - 初期の作品を集めたオムニバス盤。1999年にOKレコードより再発され、2007年にSS RECORDINGSから奴隷志願、憤懣が追加された紙ジャケット盤が再発。

  1. PLASTICS LOVE
  2. 1983
  3. 煩悶
  4. 孤独のワルツ
  5. 白痴
  6. PRESSURE
  7. HYPOCHONDERIA
  8. 気狂い病院
  9. TOKYO ROCK'N DOLL
  10. 奴隷志願
  11. ハラシング=ファイア
  12. 情狂
  13. 迷信
2. LIVE AT LAST（1994年6月 OKレコード）
  - ライブ盤。2007年にSS RECORDINGSから紙ジャケット盤が再発。

  1. 奴隷志願
  2. HYPOCHONDERIA
  3. PRESSURE
  4. ハラシング=ファイア
  5. 煩悶
  6. TOKYO ROCK'N DOLL
  7. 白痴
  8. 小心者
  9. PLASTICS LOVE
  10. 1983
  11. 迷信
  12. 袋小路
  13. 孤独のワルツ
3. EarlyDays Rough & Tough（2014年10月22日 YOUTH INC）
  - 1983年のライブ音源集。
4. Reborn Or Hell ?（2014年11月29日 YOUTH INC）
  - 初期の作品を再レコーディングしたセルフカバー盤。2014年のライブ映像を収録したDVDつき。

  1. 迷信
  2. 1983
  3. 憤懣
  4. 気狂い病院
  5. 袋小路
  6. プレッシャー
  7. プラスチック・ラブ
  8. 煩悶
  9. 東京ロックンドール
  10. ハラシングファイアー
  11. 小心者
  12. ヒポコンデリア
  13. 懺悔
  14. 情狂
  15. 迷信2014

### 参加作品
1. REBEL BRAIN FACTORY（1985年12月20日 RBF-302/CAP-0012-L、CD盤：1989年 CAP-1010-CD）
  - "SISTER RAY"として2曲参加。Vo.ヤス、G.カバ、B.あつし、Ds.平石ツトム、Key・Sax藤川正雄

  1. 独りぼっちの世界
  2. もっと愛して
2. DISORDERLY 2000（2000年5月 OK-0009）
  - "PSYCHI"として、高円寺20000Vでの1999年10月13日ライブから4曲収録。Vo.YASU、G.SYLVY、B.TARO、Ds.HIROSHIMA

  1. ボンクラ
  2. 糾弾
  3. ドロ沼
  4. 白痴

### 映像作品
- 赤っ恥（2009年06月24日 SS RECORDINGS）